# Pyper America
Pyper America Smith (Spanish Fork, Utah; 13 de marzo de 1997), conocida como Pyper America, es una modelo, música y bajista estadounidense. También es miembro de la banda The Atomics.

## Primeros años
Pyper America creció en Utah en una familia mormona. 
Sus padres son Sheridan y Dallon Smith, una exmodelo y un empresario especializado en materiales de guitarras. La tercera de cuatro hijos, sus hermanos son también cantantes y modelos: dos hermanas mayores Starlie Cheyenne (nacida en 1993), Daisy Clementine (nacida en 1996), y un hermano menor Lucky Blue (nacido en 1998).
También vivió en Montana y California. A la edad de 16 años, se mudó con su familia de Utah a Los Ángeles.

## Carrera
Ha desfilado para Giorgio Armani, Dolce & Gabbana, Cushnie et Ochs, Philipp Plein, Moschino, y Ermanno Scervino.
En anuncios, ha modelado para Moncler, Calvin Klein, and H&M junto a sus hermanos; como también Forever 21 y Tiffany and Co.
Ha aparecido en revistas como L'Officiel, Vogue España, Seventeen, Vogue Ukraine, Allure, Love, W, and Elle junto a otras.
Con Superga, diseñó una línea de zapatos en 2017.
Como mormona, ha decidido no posar desnuda.

## Vida personal
Durante 2016 y 2017, Pyper America estuvo en una relación con Brandon Thomas Lee, hijo de Tommy Lee y Pamela Anderson.
A finales de 2017, comenzó a salir con el australiano Quaid Rippon Holder. Se comprometieron el 23 de noviembre de 2018 y se casaron el 2 de febrero de 2019 en Provo, Utah. En septiembre de 2023 se separaron.